# Adlullia immaculata
Adlullia immaculata är en fjärilsart som beskrevs av Butler 1881. Adlullia immaculata ingår i släktet Adlullia och familjen tofsspinnare. Inga underarter finns listade i Catalogue of Life.